# 레미수쿠스

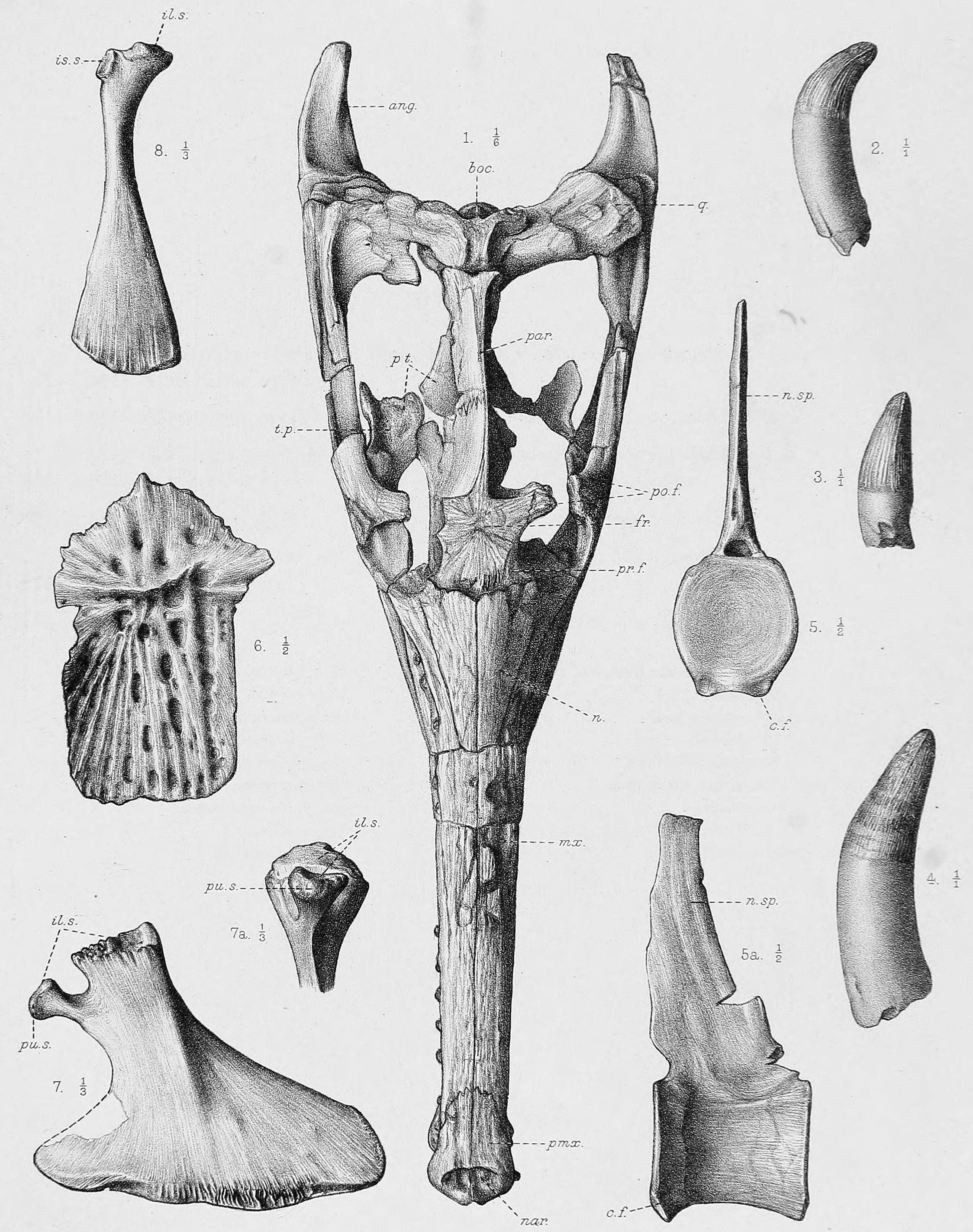

레미수쿠스(학명:Lemmyssuchus obtusidens)는 악어목 텔레오사우루스과에 속하는 악어이다. 지금은 멸종된 악어로 몸길이가 4~6m인 거대한 악어에 속한다.

## 특징
레미수쿠스는 바다의 생활에 적응하여 살았던 바다악어 중에 하나이다. 바다에서 염분을 조절하는 기능이 몸에 잘 발달되어 있었던 특징이 있다. 현생의 고래나 범고래처럼 바다에서 자신의 어린 개체를 출산하였는지 아니면 현생의 바다거북처럼 해변으로 올라와 알을 산란했는지는 정확하게 알려진 것이 없다. "Steneosaurus"obtusidens의 처음 Callovian-aged 옥스퍼드 점토 형성 케임브리지셔의 남부 영국에서 부분적인 골격(NHMUK R.3168)을 기초로 기술되었으며 "S."obtusidens을 진단: 짧은 단상(궤도에 오르기 전의 길이 52%로 전체 두개골 길이이다.)이 포함되어 있는 캐릭터이다. 이빨은 무뚝뚝하고 촉에서 반올림하여 나갈 때 갑옷과 투구를 길게 늘였으며 피트 장식과 장식했다. "Steneosaurus"obtusidens의 타당성은 1987년 종이는 옥스퍼드 클레이에서 공칭 teleosauroid 종의 형식 표본 검토에 대해서 논의가 있었다. 인물들 찰스 윌리엄 앤드루스에 의해 다른 종들에게서"S."obtusidens 것을 확실하게 구분하기 위해 변수로 Steneosaurus edwardsi의 표본 내에 발생했고 "S."obtusidens Steneosaurus durobrivensis(=S. edwardsi)의 하급 동의어로 침몰했다가 무혐의 처분되었다. 어떤 저자들 이 분류 군 Machimosaurus hughii가 가능한 주니어 동의어는 나중에 발견 표본들은 blunt-snouted teleosaurids의 분류학적 검토했다 칼바도스, 바스 노르망디, 프랑스의 Callovian-age 노출에를 근거로 하고 생각했다. 이러한 동의어는 2009년 논문에서 탈라토슈의 형태변환에 관한 논평을 하지 않고 받아들여졌다. 2013년에 마키모사우루스의 새로운 표본이 독일 남부의 Kimmeridgian 퇴적물(마키모사우루스 뷔페오티라는 명칭)에서 설명되었으며 "스테네오사우루스" 둔부체 내 변화가 마키모사우루스와 일반적으로 구별되는 것으로 인식될 만큼 분류학적으로 유의하다는 것이 명백해졌다. 다른 피복재 및 비교 연구들은 마치모사우루스 및 스테네오사우루스 에드워드시와의 쇄골에서 "S" 둔부를 회복하면서 이러한 평가에 동의했다. 양턱에는 25~30개의 날카로운 톱니 모양의 이빨이 25개~30개가 나 있으며 이를 통해 먹이를 사냥했을 것으로 보인다. 먹이로는 당대에 서식했던 물고기, 갑각류, 작은 어룡을 잡아먹고 살았을 육식성의 포식자로 추정되는 종이다.

## 생존시기와 서식지와 화석의 발견
레미수쿠스가 생존하던 시기는 중생대의 쥐라기 초기로서 지금으로부터 약 2억년전~1억 8천만년전에 생존했던 악어이다. 생존했던 시기에는 유럽을 중심으로 하는 대서양, 북극해, 지중해에서 주로 서식했던 바다악어이다. 화석의 발견은 1909년에 유럽의 쥐라기에 형성된 지층에서 유럽의 고생물학자들에 의해 처음으로 화석이 발견되어 새롭게 명명된 종이다.

## 같이 보기
- 악어
- 중생대
- 쥐라기
- 파충류
- 화석